# Ebracteola
Genre
Classification phylogénétique
Ebracteola Dinter & Schwantes est un genre de plante de la famille des Aizoaceae.
Ebracteola Dinter & Schwantes, in Z. Sukkulentenk. 3: 15, 24 (1927)
Type : Ebracteola montis-moltkei (Dinter) Dinter & Schwantes (Mesembryanthemum montis-moltkei Dinter) ; Lectotypus [Schwantes, in Z. Sukkulentenk. 3: 106 (1927)]

## Liste des espèces
- Ebracteola candida L.Bolus
- Ebracteola derenbergiana Dinter & Schwantes
- Ebracteola fulleri (L.Bolus) Glen
- Ebracteola montis-moltkei (Dinter) Dinter & Schwantes
- Ebracteola vallis-pacis Dinter ex Range
- Ebracteola wilmaniae (L.Bolus) Glen